# Elecciones generales de Honduras de 1866
Las elecciones generales de Honduras de 1866, se realizaron en la ciudad capital de Comayagua el 15 de enero de 1866.

## Antecedente
El presidente José María Medina emite la Constitución de Honduras de 1865, en la cual modificaba muchos aspectos de la Carta Magna anterior, en cuando a las dos Cámaras del Congreso y Senado, las disolvía y la trasformaba en Unicameral, la edad de participación en la política y la cuantía, además confirmó el periodo presidencial de Cuatro años y al derecho de la "No reelección del presidente". Se estipuló la base de 10.000 electores, para la designación de diputados al Congreso, en vez de 20.000 que requería la Carta Fundamental anterior. y el 28 de septiembre de 1865, la Asamblea Constituyente nombró a Medina como Presidente Provisional, mientras se convocaba a elecciones para el mes de enero de 1866. Para disuadir las especulaciones, José María Medina, el 2 de octubre depositó temporalmente la presencia en el Designado presidencial, el Licenciado Crescencio Gómez Valladares de tendencia conservadora, y alegando por motivos de salud.

## Elecciones
Mismas que fueron realizadas en la ciudad capital de Comayagua
en donde el Congreso se reunió entre el 1 y el 15 de enero de 1866, declarando a José María Medina Presidente Constitucional de la República de Honduras para el período comprendido desde el 1 de febrero de ese mismo año hasta el 31 de enero de 1870. Medina fue el Primero en llevar el Título de Presidente Constitucional de la República de Honduras.